# Sant'Eligio dei Sellari
Sant'Eligio dei Sellari, även benämnd Sant'Eligio dei Sellai, var en kyrkobyggnad i Rom, helgad åt den helige Eligius. Kyrkan var belägen vid Piazza delle Gensole i Rione Trastevere. ”Sellari” åsyftar sadelmakarnas skrå, som lät uppföra kyrkan.

## Kyrkans historia
År 1404 bildades i kyrkan San Salvatore alle Coppelle Università dei Orefici, Ferrari e Sellari, det vill säga guldsmedernas, smedernas och sadelmakarnas skrå. Med tiden splittrades skrået och guldsmederna övertog Sant'Eligio degli Orefici och smederna Sant'Eligio dei Ferrari, medan sadelmakarna förblev i San Salvatore. År 1740 uppdrog sadelmakarnas skrå åt arkitekten Carlo de Dominicis att rita en kyrka i Trastevere, i närheten av Ponte Cestio. De Dominicis hade 1738–1739 restaurerat San Salvatore-kyrkan. Den första stenen till kyrkan Sant'Eligio lades 1741 och konsekreringen ägde rum tre år senare.
Kyrkans kupol var ovanlig, belagd med fiskfjällsliknande blypannor. Fasadens nedre våning hade jonisk ordning, medan den övre hade dorisk. I bägge våningarna applicerade arkitekten sitt särskilda kännetecken — kölbågen. Den övre våningen dominerades av det på höjden ställda rektangulära fönstret. Till vänster på kyrkans tak stod en liten kampanil. Kyrkans grundplan hade formen av ett grekiskt kors. Högaltarmålningen föreställande den helige Eligius utfördes av Carlo Mussi.
Påve Pius VII avskaffade Roms skrån 1801 och kyrkobyggnaden övergavs. Samme påve överlät den år 1821 åt Congregazione degli Esercizi Spirituali di Ponte Rotto, som bland annat bedrev katekesundervisning bland Trasteveres fattiga barn och ungdomar. Detta sällskap hade grundats av don Gioacchino Michelini (1768–1825), församlingspräst i den närbelägna San Salvatore a Ponte Rotto. Området, i vilket kyrkan var belägen, hade förvandlats till ett slumområde, där det levde många föräldralösa barn. Michelini lät beskosta en restaurering av kyrkan och uppförde två nya altaren.
Vid Tiberns översvämning den 2 december 1900 skadades kyrkan allvarligt och två år senare revs den.

## Bilder

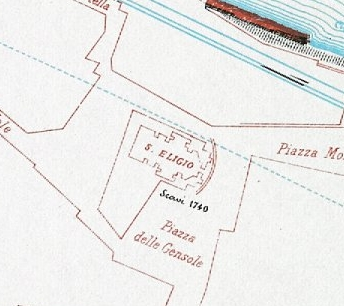
Sant'Eligio dei Sellari på Rodolfo Lancianis Rom-karta från 1893–1901.

### Fotnoter
1. 1 2 3 4  Lombardi 1998, s. 325.
2. 1 2 3  Gigli 1982, s. 100.
3. ↑  Armellini 1982, s. 678.
4. ↑  Roisecco 1750, s. 213.
5. ↑  Rendina 2000, s. 98.